# Kauno maistas

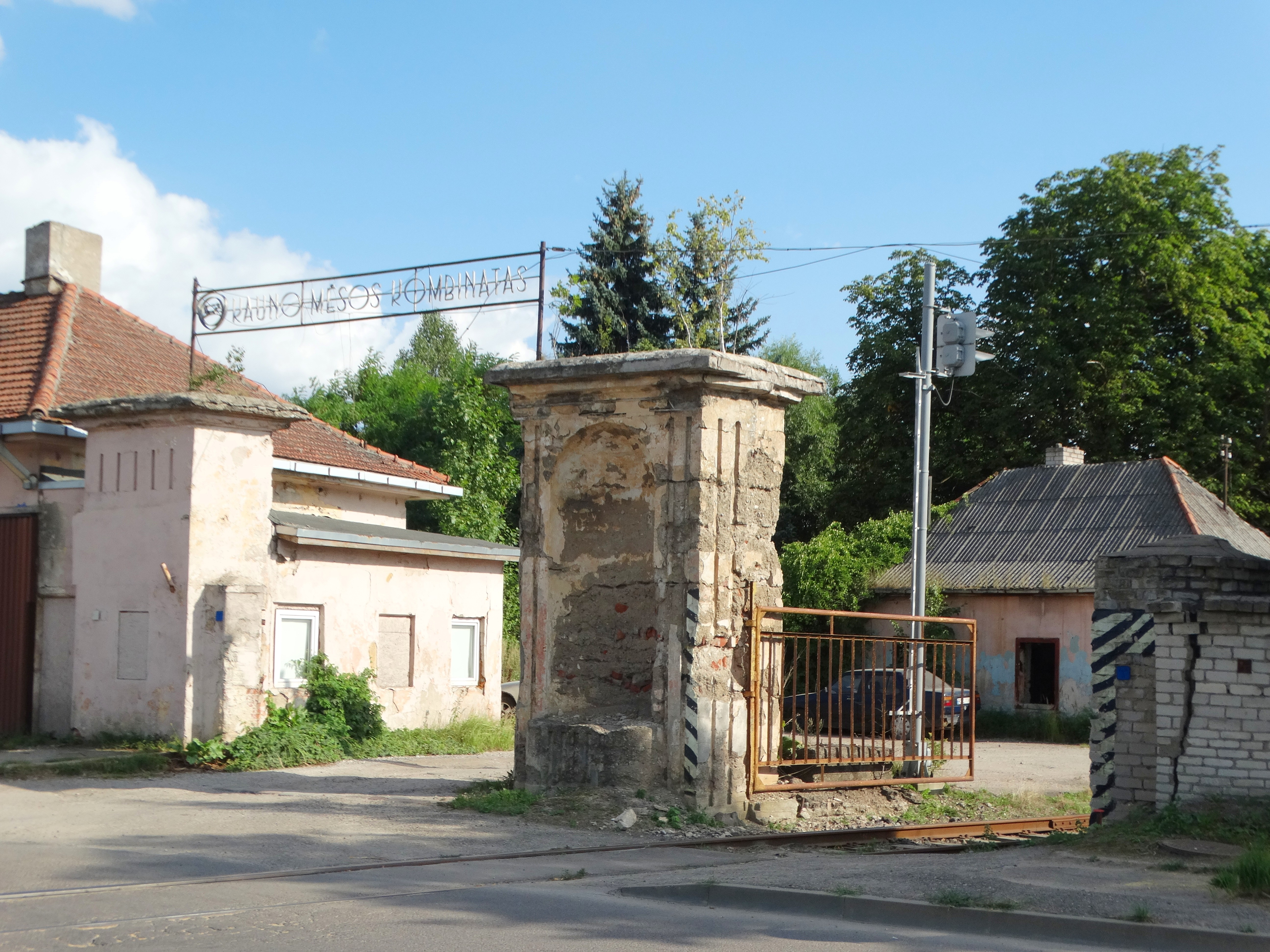
Kauno maistas (2020)

Valstybinė akcinė bendrovė Kauno maistas war eines der größeren Fleischunternehmen in Litauen mit Sitz in Kaunas, im Stadtteil Aleksotas. Es verarbeitete Fleisch.

## Maistas
1923 gründete man akcinė bendrovė „Maistas“. Zunächst gab es Milch- und Ei-Handel, später - Vieh und Geflügel-Handel, Fleischproduktion und Export. "Maistas" wurde kooperativ organisiert. Der größte Aktionär war die Regierung Litauens. Andere Aktionäre waren die Bauern. Das Unternehmen hatte fünf wichtige Schlachthöfe, wo man die von den Bauern gekaufte Produktion schlachtete und zum Verkauf bereitete. "Maistas" dominierte im Handel mit Schweinen. Zusätzlich kaufte man Rinder, Gänse, Puten, Kaninchen von den Bauern. Der Staat stellte die Exportsubventionen zur Verfügung, um Verluste zu decken. Für jeden Verkauf eines Schweins hatte der Bauer das Recht, eine "Maistas"-Aktie für 5 Litas zu kaufen (ab 1935 für 2,5 Lt; 1938 wurde das Recht aufgehoben). Von 1931 bis 1933 baute man die Fleischfabriken in Tauragė, Kaunas, Šiauliai. 1939 kaufte man eine Lederfabrik in Šiauliai. "Maistas" hatte 69 Firmengeschäfte für Fleischerzeugnisse, fünf Großhandel-Basen. 1927 in Klaipėda gegründetes neues Unternehmen war der größte Exporteur von Fleisch nach Großbritannien. Zusätzlich hatte man einen langfristigen englischen Auftrag für Lieferung vom Schweinen-Borstenhaar für die Bürsten-Herstellung. 

## Kauno mėsos kombinatas
1940 verstaatlichte die sowjetische Regierung das Unternehmen und gründete den staatlichen Betrieb Kauno mėsos kombinatas (dt. 'Fleischkombinat Kaunas'). 1977 produzierte man 46.500 Tonnen Fleisch, 8.700 Tonnen Würstchen und geräuckte Fleischprodukte, 2.500 Tonnen Fette, 2.580 Tonnen Fleisch- und Knochenmehl im Wert von 108,6 Mio. Rubel. Man exportierte nach Polen, Kuba, Frankreich, Österreich, Jugoslawien, Republiken des Sowjetunions. In der sowjetischen Okkupationszeit gehörte das Unternehmen dem Staat (Sowjetlitauen).  

## Kauno maistas
Nach der wiedererlangten Unabhängigkeit Litauens wurde das Kombinat zu einer staatlichen Aktiengesellschaft (VAB) "Kauno maistas". 
Man stellte Knochenmehl aus dem technischen Öl her. Die Produktion verkaufte man an das litauische Unternehmen AB "Kauno muilas" (mit 70 Mitarbeitern), das wegen des Mangels an Rohstoffen nicht mit voller Kapazität arbeiten konnte.
Am 30. April 1996  wurde das Insolvenzverfahren beim Bezirksgericht Kaunas eröffnet. Am 18. Dezember 2003 wurde "Kauno maistas" aufgelöst. 2005 zahlte Garantinis fondas 246.900 Lt an die ehemaligen Mitarbeiter des insolventen Unternehmens. 2007 verkaufte das Wirtschaftsministerium Litauens bei Auktion die Industrie- und Zweckbauten mit Geräten in Kaunas, Kėdainiai, Jonava, ein Ferienhaus in Juodkrantė, Autos, Traktoren und anderen Maschinen. Das Fleischunternehmen UAB "Samsonas" kaufte das Zentrum für Vieheinkauf in Šakiai von AB "Kauno maistas" und rekonstruierte es dann. 2012 wurde das acht Hektar große verschmutzte Territorium des Kombinats in neun Monaten mit der Finanzierung von EU-Strukturfonds (2,6 Mio. Litas oder 0,7 Mio. Euro) gereinigt.